# Otton Neumayer
Otton Józef Marian Neumayer (Neumajer) (ur. 30 kwietnia 1892 w Rokowie, zm. 3 października 1951 w Penley) – urzędnik samorządowy, zawodowy oficer Wojska Polskiego, pracownik wywiadu wojskowego, kapitan.

## Życiorys
Był synem Karla II Josepha Neumayera, pochodzącego z Wiednia właściciela ziemskiego i producenta wyrobów spirytusowych. Jego matką była Hermine Karolina Victoria Knesek, urodzona w morawskiej miejscowości Friedek (obecnie czeskie miasteczko Frydek-Mistek).
W roku 1872 ojciec Ottona, Karl II Neumayer oraz jego brat Franz Neumayer zakupili sąsiadujące ze sobą posiadłości w okolicach Wadowic – Roków i Klecza Dolna, na terenie których założyli swoje przedsiębiorstwa – wytwórnię likierów, drożdży piwnych oraz browar. W tym czasie urodziło im się łącznie ośmioro dzieci, między innymi Otton, Karl III Ferdinand, Titus i Victor. Z tego powodu za rządów Franciszka Neumayera w 1891 r. powstała w Kleczy Dolnej jednoklasowa szkoła, którą prowadził jeden nauczyciel. Jej powstanie było związane z akcją podjętą przez Szkolną Radą Krajową we Lwowie po uzyskaniu w 2. połowie XIX w. przez Galicję autonomii. Otton ukończył Gymnasiums w miejscowości Friedek.
Od 1914 roku służył w wojsku austriackim w 36 pułku strzelców (36th Imperial-Royal Landwehr Infantry Regiment) w stopniu porucznika (leutnanta).
Do Wojska Polskiego został oficjalnie przyjęty 28 listopada 1921 roku z byłej armii generała Armii Hallera, w stopniu porucznika piechoty, z zaliczeniem do rezerwy armii i równoczesnym powołaniem do służby czynnej.
W 1922 roku występuje w stopniu kapitana 84 pułku piechoty na „Liście starszeństwa oficerów zawodowych”. Roczniki oficerskie z 1923 i 1924 roku również wymieniają go jako zawodowego oficera w stopniu kapitana, przydzielonego do 84 pułku piechoty i odznaczonego Krzyżem Walecznych. 84 pułk piechoty okresowo stacjonował w Pińsku, gdzie w 1924 roku urodziła się córka kapitana – Tomira. W roku 1928 przypisany był do 73 pułku piechoty (miejsce postoju jednostki – Katowice, Oświęcim). Od roku 1938 Ekspozytura nr 5 we Lwowie – Placówka Wywiadowcza Korpusu Ochrony Pogranicza nr 10 w Tarnopolu – zaangażowany jako pomocnik oficera ofensywnego, kapitana Zygmunta Kosiora.
W 1939 roku został przydzielony do Placówki nr 12 Korpusu Ochrony Pogranicza Ekspozytury nr 5 we Lwowie. Była to placówka wywiadowcza w Sanoku, do której zadań należało prowadzenie pracy wywiadowczej w kierunku Słowacji, a także szkolenie kurierów. Wymieniany również jako oficer wywiadowczy Sztabu Naczelnego Wodza w Placówce KOP w Jaśle.
W lipcu 1939 roku jego nazwisko pojawiło się w „Sonderfahndungsbuch Polen” – „Specjalnej Księdze Polaków poszukiwanych listem gończym”, opublikowanej przez niemiecką policję bezpieczeństwa i Sicherheitsdienst (SD) w ramach Operacji Tannenberg. Nieznane są jego wojenne losy, wiadomo jedynie, że był zmuszony do ukrywania się.
Od 1950 roku był mieszkańcem Polskiego Osiedla w Penrhos w Walii i członkiem Koła Stowarzyszenia Polskich Kombatantów nr 220.
Był żonaty z Aliną z domu Pawłowicz.
Zmarł 3 października 1951 roku w Polskim Szpitalu Wojskowym nr 3 w Penley (Walia, Wielka Brytania). Został pochowany na Cmentarzu w Wrexham w Walii (Wielka Brytania). Od 2024 roku jego grób objęty został troską Opiekuna Miejsc Pamięci Narodowej w Wielkiej Brytanii – Karola Kamila Peruta, oraz zarejestrowany w Ewidencji Grobów Weteranów Walk o Wolność i Niepodległość Polski prowadzonej przez Instytut Pamięci Narodowej w Polsce.

## Awanse
- 1914 - podporucznik, porucznik w Armii Austriackiej[8]
- 1921 - porucznik rezerwy piechoty WP[9]
- 1922 - kapitan WP[10]

## Odznaczenia
- Krzyż Walecznych[11]
- Odznaka Pamiątkowa Więźniów Ideowych[22]
- Medal Zwycięstwa[4]